# Colonial Pine Hills
Colonial Pine Hills – jednostka osadnicza w Stanach Zjednoczonych, w stanie Dakota Południowa, w hrabstwie Pennington.